# Proteuxoa pallescens
Proteuxoa pallescens är en fjärilsart som beskrevs av Embrik Strand 1921. Proteuxoa pallescens ingår i släktet Proteuxoa och familjen nattflyn. Inga underarter finns listade i Catalogue of Life.